# Pericoma orientalis
Pericoma orientalis är en tvåvingeart som beskrevs av Wagner 1986. Pericoma orientalis ingår i släktet Pericoma och familjen fjärilsmyggor.
Artens utbredningsområde är Turkiet. Inga underarter finns listade i Catalogue of Life.